# Castillo de Simontornya
El Castillo de Simontornya (en húngaro: Simontornyai var) es una fortaleza construida en el siglo XIV, la cual tras diversas remodelaciones a través de los siglos, sobre la base de sus rasgos actuales es clasificable como arquitectura renacentista. El castillo se halla ubicado en ela sentamiento de Simontornya, en Hungría. 

## Historia
El castillo descansa en el borde norte de la cadena montañosa de Tolna, en el cual existía un valle pantanoso en la Edad Media, alimentado por el río Sió. Se tiene registros de que en el 1270 había en ese punto una construcción fortificada, propiedad del sub-juez de nobles (en húngaro: alszolgabíró) Simón.
En 1324, luego de consolidar su poder, el rey Carlos I Roberto de Hungría le otorgó el castillo a Juan Hencfi. Posteriormente en 1347, la familia Lackfi lo heredó, y a partir de 1397 sus propietarios fueron la familia Kanizsai. El castillo pasó a manos de Pipo Ozorai, quien lo obtuvo como un trueque de propiedades de la familia anterior, y en 1427 la fortaleza fue comprada por familia Garai. 
El 26 de julio de 1458, Miguel Szilágyi, Ladislao Garai y Nicolás Újlaki tras reunirse en el castillo de Simontornya, se aliaron contra el joven rey Matías Corvino, siendo esta fortaleza escenario de la planificación de la corta confabulación de los descontentos nobles. Tras la desaparición de la familia Garai, el castillo pasó a manos de Gregorio Pöstryéni en 1536.
Su época dorada fue en la primera década del siglo XVI, cuando irguieron la torre de ladrillos, junto a ella una nueva torre para guardar la puerta, y las alas del palacio también recibieron extensas reformas renacentistas, siendo modicadas las fachadas y barandas. De esta forma se transformó la fortaleza, en una cómoda y elaborada residencia de aristócratas. Sin embargo, el castillo continuó cumpliendo su papel de fortaleza durante las invasiones turcas otomanas, quienes la ocuparon fácilmente en 1543.
Luego de la larga ocupación turca del reino, en septiembre de 1686 el Magrave de Baden, Luis Guillermo avanzó con los ejércitos germánicos y expulsó a los otomanos del reino, rescatando muchas fortalezas, entre ellas la de Simontornya. En el siglo XVIII, los círculos del emperador germánico consideraron derribar la fortificación, pero la familia Styrum-Limburg, leal a los Habsburgo, intercedió y fue dejada intacta. Durante la guerra de independencia de Francisco Rákóczi II contra los Habsburgo, la fortaleza fungió de centro de operaciones para Juan Bottyán, uno de sus comandantes. 
La restauración del castillo comenzó en 1960 paralelamente con las excavasiones arqueológicas.

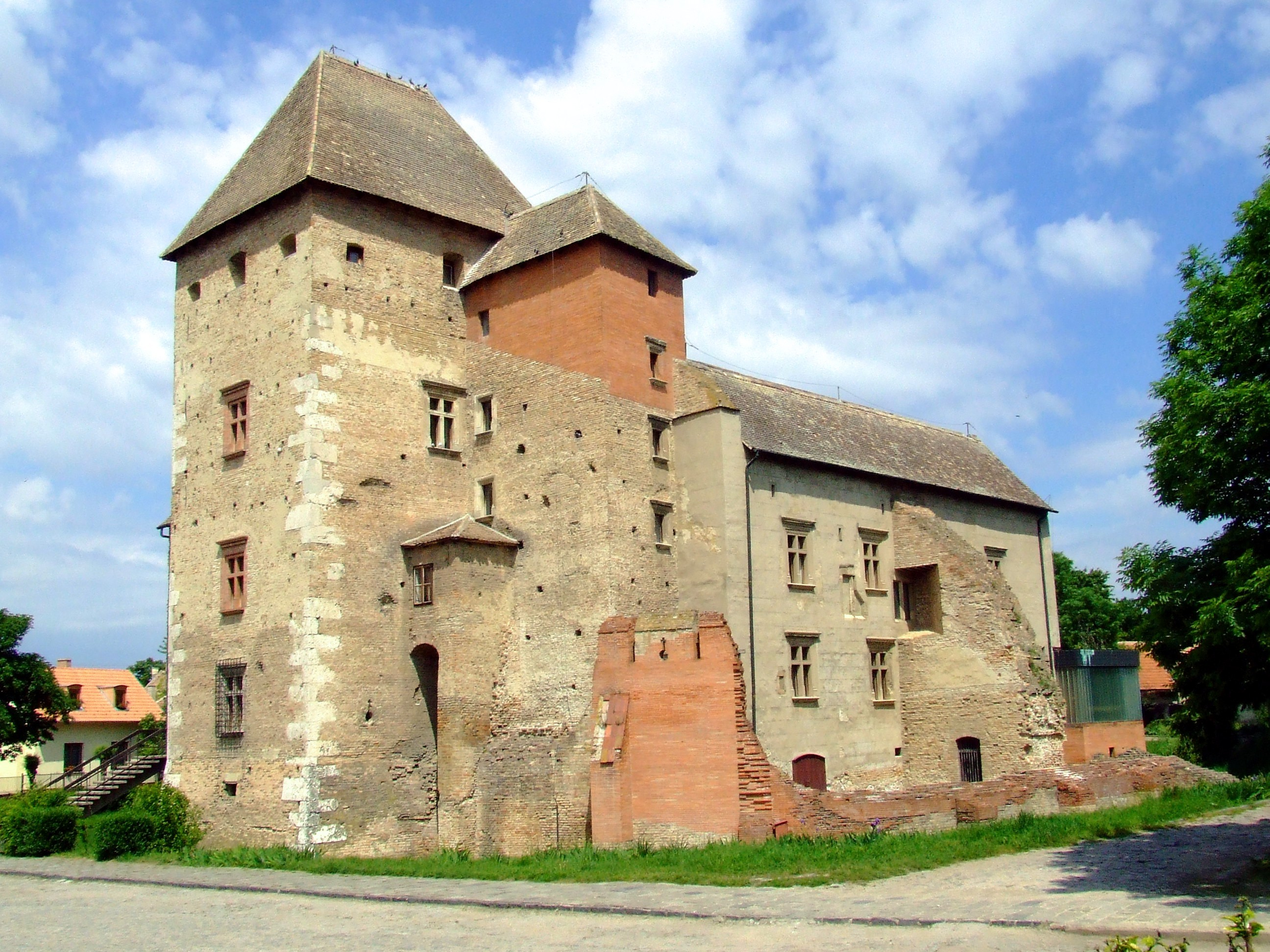
Vista del castillo desde el Sur